# Estádio Olímpico de Montreal
O Estádio Olímpico de Montreal (em francês: Le Stade Olympique; em inglês: Montreal Olympic Stadium) é um estádio olímpico, localizado em Montreal, na província de Quebec, no Canadá. Foi construído para abrigar os Jogos Olímpicos de Verão de 1976, também foi a casa do time de beisebol Montreal Expos (atual Washington Nationals) da MLB durante 33 anos (1977–2004) e do time de futebol canadense Montreal Alouettes da CFL entre 1976 e 1986 e atualmente durante os playoffs.

## História

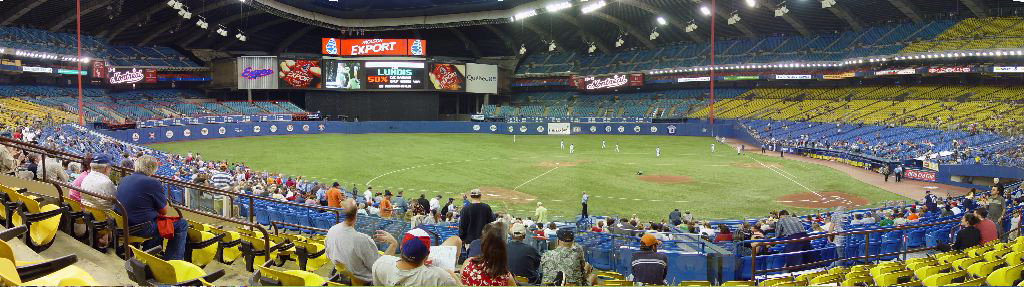
Interior do estádio

A construção do Estádio Olímpico iniciou em abril de 1973, e a inauguração ocorreu em 17 de julho de 1976, com a cerimônia de abertura dos Jogos Olímpicos de 1976, que contou com a presença da Rainha Elizabeth II. Durante os jogos, embaixo da torre, também abrigou as competições de natação.
Após os jogos, o estádio foi remodelado para receber jogos de beisebol. Em 15 de abril de 1977, o primeiro jogo após a reforma, o Philadelphia Phillies bateu o Montreal Expos por 7 a 2. O estádio recebeu o All-star game da MLB de 1982.
Apesar de concluído, o observatório chamado de Torre de Montreal só ficou pronto em abril de 1987, junto com a estrutura de cabos de sustentação do teto retrátil do estádio.
Em 29 de setembro de 2004, ocorreu o último jogo dos Expos no Estádio Olímpico. Foi a derrota para o Florida Marlins, por 9 a 1.